# Фаренбах
Фаренбах (нем. Fahrenbach) — община в Германии, в земле Баден-Вюртемберг.
Подчиняется административному округу Карлсруэ. Входит в состав района Неккар-Оденвальд. Население составляет 2778 человек (на 31 декабря 2010 года). Занимает площадь 16,42 км².
Коммуна подразделяется на 3 сельских округа.